# Lancia Dedra
El Lancia Dedra es un automóvil del segmento D producido por la marca italiana Lancia sobre la base del Fiat Tipo, entre 1989 y el 2000, en las fábricas de Lancia Chivasso y Fiat Rivalta.
Debutó de forma oficial en Italia en abril de 1989, para sustituir al Lancia Prisma, el cual había salido a la venta 6 años antes. Se puede considerar una versión berlina de la segunda generación del Lancia Delta, que se fabricó en 1993, con un frontal ligeramente distinto.

## Historia
El Lancia Dedra tiene otros modelos gemelos, como el Fiat Tipo (1988), el Fiat Tempra (1990) y el Alfa Romeo 155 (1992). La idea del grupo Fiat nació a finales de los 80; consistía en crear 4 coches partiendo de una base común para abaratar costes y con unas características específicas: la buena relación calidad/precio del Fiat Tipo, la comodidad y versatilidad del Fiat Tempra (como se puede ver en el maletero, tanto de la versión berlina como de la ranchera), la deportividad del Alfa Romeo 155 y la elegancia del Lancia Dedra. También habría que destacar el Lancia Delta de segunda generación, que se fabricó a partir de la misma base en 1993, pero no tuvo el éxito comercial que se esperaba.
Los coches derivados de dicho proyecto fueron todo un éxito comercial, pero también tuvieron algunos defectos (en particular, problemas de instalación del sistema eléctrico), que debilitó la imagen de solidez en los vehículos del caballo de batalla del Gruppo Fiat.

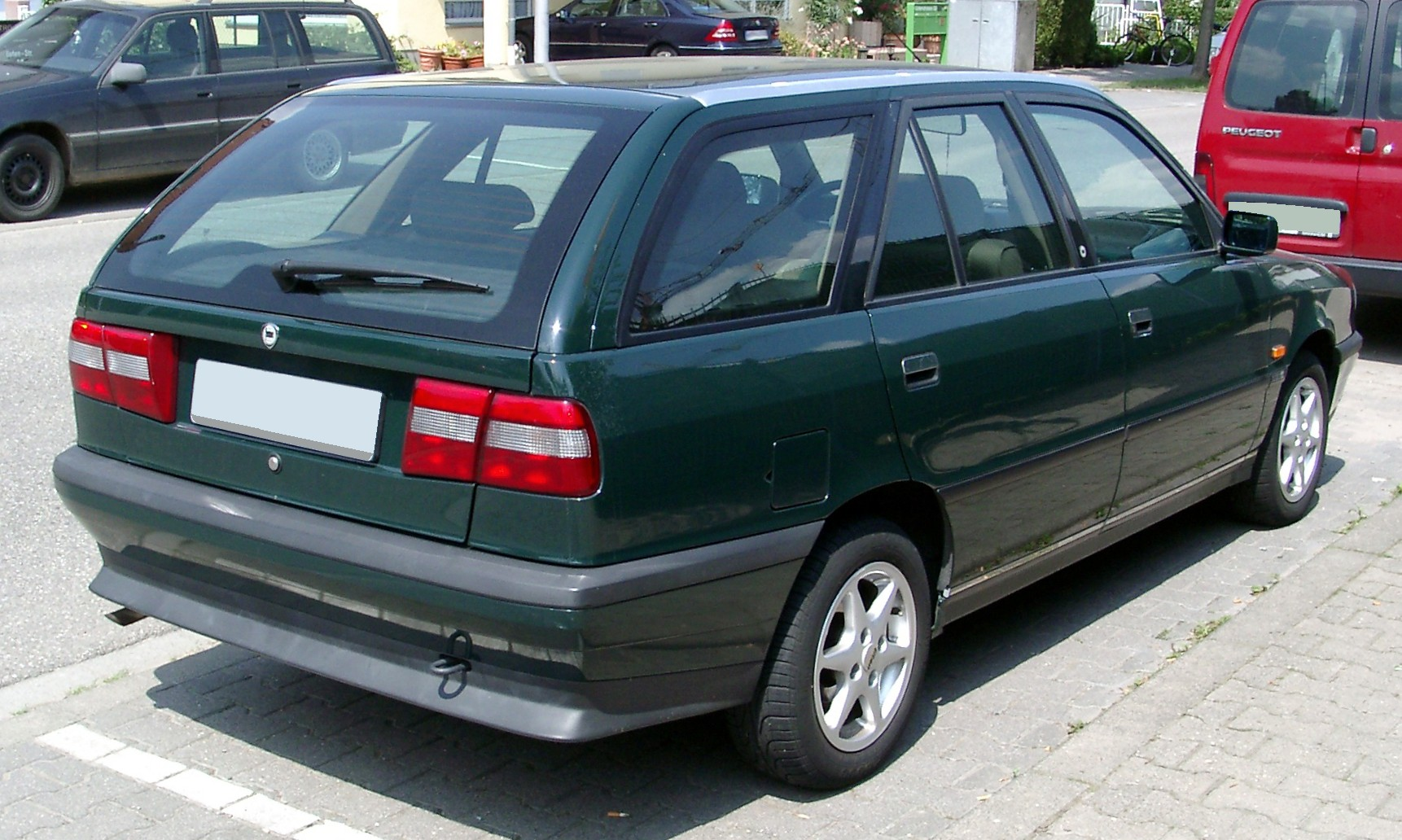
Trasera de un Dedra ranchera del restyling

### Carrocería
El diseño de la carrocería del Lancia Dedra estuvo a cargo de Ercole Spada del I.DE.A Institute, el cual consiguió un excelente coeficiente aerodinámico de 0,29. Se fabricó con dos carrocerías distintas: originalmente solo existía como sedán de cuatro puertas y a partir de 1994 se añadió una versión familiar, denominada SW.
El Dedra tuvo una tarea complicada: asumir el legado del Lancia Prisma y, si fuera posible, ampliar su base de usuarios. Basado en la plataforma del Fiat Tipo, y un poco más grande que su predecesor (4'34 m de largo, 1'70 m de ancho y 1'43 m de alto), el Dedra podría considerarse como una especie de vicealmirante, una vehículo que pudiera satisfacer a aquellos que buscaban una berlina, pero no podían o no querían comprar un coche de un segmento superior, como el Thema. El Dedra debutó en el mercado en 1989, con un diseño muy clásico y similar al del Prisma, aunque con una línea más acorde a su tiempos, dándole un toque de elegancia. La parrilla delantera tenía la característica parrilla de Lancia con un toque más acorde a su época y los pilotos traseros eran rectangulares y horizontales, divididos por el color según su función en su primer modelo, de acuerdo con los estándares de la época.

### Equipamiento
El equipamiento era superior respecto a otros automóviles de su gama, debido a que la idea del diseño fue prestigio, la exclusividad y el confort. Entre este equipamiento se encontraba interiores de lujo con terminaciones de madera y alcántara, pinturas especiales, llantas de aleación y una atención especial al sistema de climatización y al aislamiento acústico del motor, además de asientos ajustables calefactados, dirección asistida y retrovisores eléctricos.
También estaban disponibles varios opciones inusuales, como la suspensión regulada electrónicamente (que modificaba el comportamiento de la suspensión entre blando y firme de forma dinámica), el panel de instrumentos optoelectrónico (digital) y la regulación automática de faros. Estas opciones dejaron de estar disponibles al final de la vida comercial.
El Dedra hizo su debut con 4 motores, tres gasolina de inyección (de 1.6, 1.8 y 2.0 litros) y uno diésel (1.9cc, denominado 2.0TD).
Entre 1991 y 1992 se produjeron ciertos cambios en la gama de Dedra denominando su modelos como LE, LS o LX, dependiendo de su equipación de tapacubos o la placa insertada en la parrilla, indicando su motorización y construcción. También se presentó el Dedra Integrale (con tracción a las cuatro ruedas y un motor 2.0 turbo gasolina) y una versión de 2.0L con transmisión automática.
Todo esto provocó que la propia Lancia lo autodenominase como competidor del Mercedes-Benz 190, el BMW Serie 3 y el Audi 80. En la práctica, los compradores lo veían como una alternativa al Opel Astra y al Ford Escort, debido a su precio, alrededor de 15.000 € (2.495.790 pesetas) para la versión de 1.6 litros en 1995.

### Seguridad
Al final de la vida comercial, las ventas del Lancia Dedra se fueron reduciendo gradualmente, principalmente por quedarse atrás respecto a otros modelos en equipamiento de seguridad (por ejemplo, no se podía instalar como opción la bolsa de aire del acompañante).
Por el contrario, durante el grueso de la vida comercial el Lancia Dedra estuvo por encima del resto de modelos en equipamiento de seguridad, especialmente a partir de la revisión de 1993. Entre los equipamientos de seguridad de serie se encontraban el ABS, el chasis de seguridad, la carrocería reforzada con protección de impactos laterales, el sistema antiincendio, la bolsa de aire del conductor y los cinturones de seguridad en todas las plazas con pretensores.

### Tabla
| Fecha             | Hito |
| abril de 1989     | Presentación del Lancia Dedra (1.6 L, 1.8 L, 2.0 L y 2.0 turbodiésel). |
| mayo de 1991      | Lanzamiento de las versiones con tracción integral a las cuatro ruedas y 2.0 L con turbocompresor.                                                                                                |
| mayo de 1992      | Lanzamiento de la versión automática. |
| octubre de 1992   | Primera revisión menor, con mejoras en detalles menores. |
| enero de 1993     | Mejora de los elementos de seguridad. |
| julio de 1994     | Lanzamiento de la segunda versión, con nuevos motores, nueva versión familiar, nuevos intermitentes, nuevos interiores, nuevas puertas, nueva carrocería reforzada y llantas de aleación.         |
| enero de 1995     | Sistema antirrobo de serie. |
| noviembre de 1995 | Segunda revisión menor. |
| febrero de 1996   | Se sustituye el motor 2.0 L de 16 válvulas por un nuevo 1.8 L de 131 CV. |
| enero de 1997     | Nueva versión 2.0 L 16 V con tracción a las cuatro ruedas. |
| mayo de 1997      | Nuevos interiores. |
| julio de 1997     | Nuevo motor 1.8 L de 113 CV. |
| diciembre de 1997 | Lanzamiento de la tercera versión, con un nuevos motores, nuevos diseño del frontal, nuevos intermitentes, nuevo panel de instrumentos, nuevas llantas de aleación y nuevo diseño de las puertas. |
| enero de 2000     | Fin de la producción. El total de los Dedra fabricados fue de 418.084. |

## Versiones
El Dedra sufrió numerosas revisiones mecánicas. La primera fue en 1992, para adaptarse a los motores de la época (redimensionando las prestaciones) e introducir la versión HF de 180 CV y tracción integral; y la segunda fue entre 1994 y 1998, con la introducción del DOHC, doble árbol de levas en cabeza en motor de 16V.

### Primera tirada (1992)
- Dedra 1.6 ie 8V - 88 CV
- Dedra 1.6 ie cat - 76 CV
- Dedra 1.8 ie cat - 107 CV
- Dedra 2.0 ie cat - 115 CV

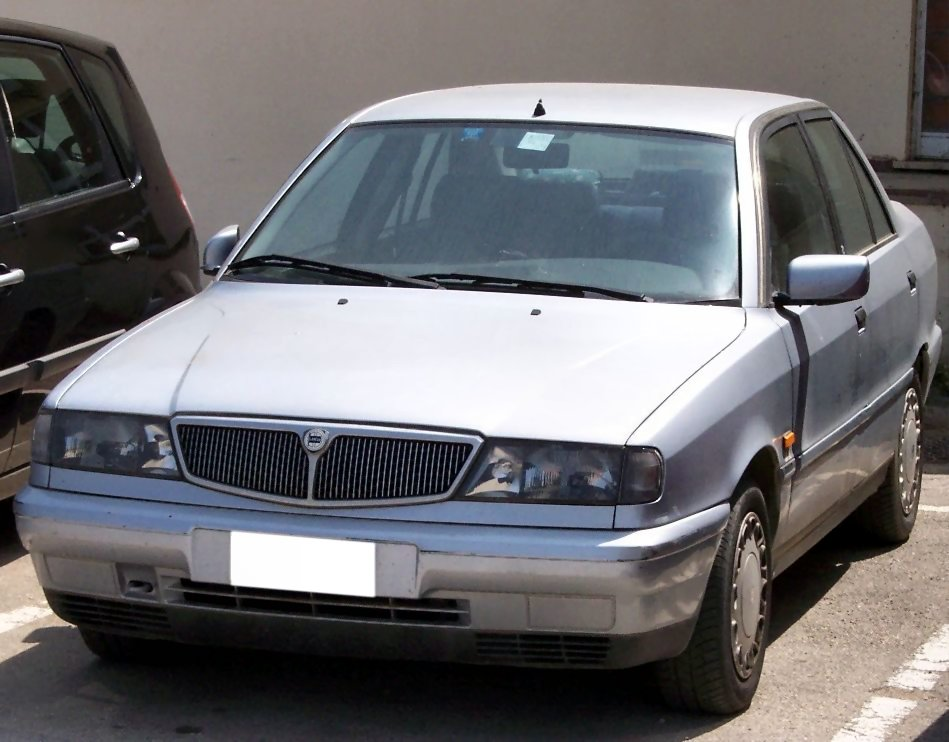
Frontal de un Dedra MY 1998 (tercera tirada)

- Dedra 2.0 ie Automatic - 115 CV (cambio automático de 4 velocidades)[2]
- Dedra 2.0 Turbo 8v HF - 165 CV (tracción delantera)
- Dedra 2.0 Turbo 8v HF Integrale - 180 CV
- Dedra 2.0 Turbo DS  - 92 CV

El modelo Dedra 2.0 Turbo 8V HF Integrale, con equipación LX, tenía un panel de instrumentos con indicadores digitales y estaba equipado con un autoblocante, que permitía al conductor controlar el coche mejor en superficies peligrosas. Este coche, gracias a su motor de 180 CV, alcanzaba una velocidad punta de 230 km/h, con un consumo de 13 litros a los 100 y 11 litros a los 100 en un ciclo combinado. El Dedra HF Integrale, así como el Turbo, llevaban un alerón trasero opcional que daba una mayor aerodinámica al coche a altas velocidades en autopista. Los extras de la versión Integrale eran mayores que los del HF, incluyendo ordenador de a bordo, ABS, interior en alcántara, asientos calefactables y espejos eléctricos. El precio de este modelo era 25.822,88 € (4.296.565,70 pesetas).
El Dedra 2.0 Turbo 8V HF de tracción delantera era más ligero que la versión Integrale, pero al no tener tracción total su aceleración era más brusca, sobre todo sobre superficies mojadas, ya que no tenía el diferencial "Viscodrive". En ambas versiones se montó la misma medida de neumáticos: 195/50 R 15.

### Segunda tirada (1994) (restyling)
- Dedra 1.6 8V MPI - 90 CV
- Dedra 1.8 16V - 108 CV
- Dedra 2.0 16V - 139 CV
- Dedra 2.0 16V Integrale - 139 CV

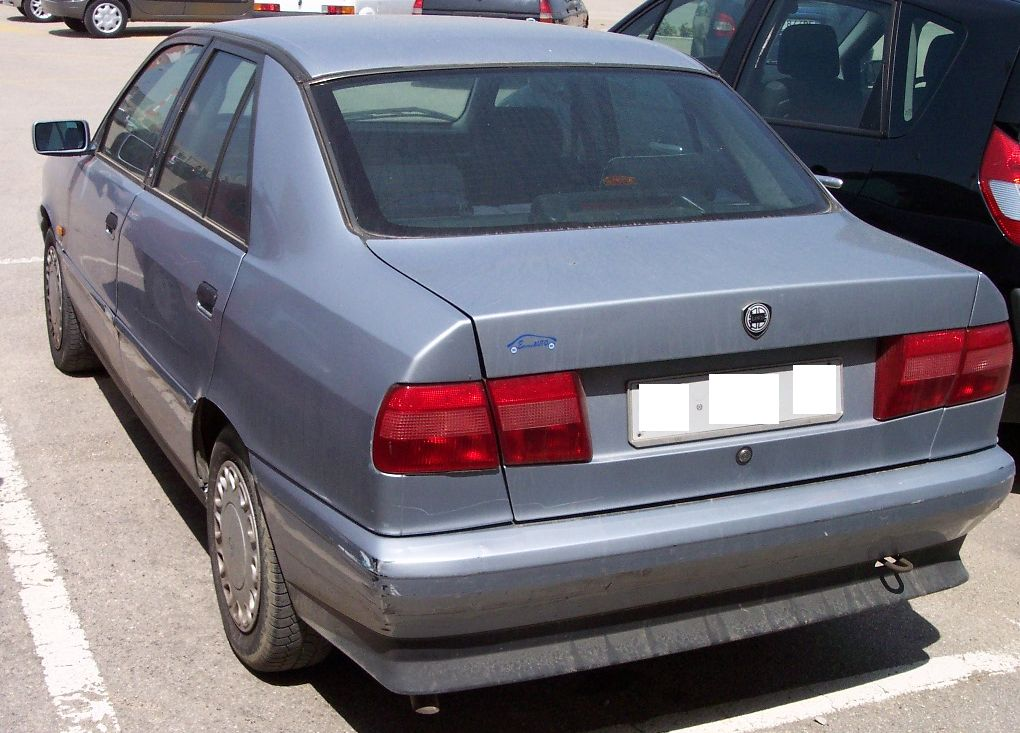
Vista trasera de un Dedra

Tras 3 años, las versiones HF se reemplazaron por motores de 16V atmosféricos.

### Tercera tirada (de 1996 a 1998)
- Dedra 1.8 16v 113 CV (1996). Este motor también se montó en el Fiat Bravo.
- Dedra 1.8 16v VVT 131 CV (1996). Sustituyó al 2.0 16V de 139 CV.
- Dedra 1.6 16v 103 CV (1998). Este motor también se montó en el Fiat Bravo.

## Motorización
Los motores tuvieron numerosos cambios a lo largo de su producción, especialmente en las versiones de gasolina. Como base, estaban las versiones gasolina de 1.6 L, 1.8 L, 2.0 L y 2.0 L con turbocompresor, además de una versión turbodiésel de 1.9 L, comercializada bajo el nombre 2.0TD.
| Lancia Dedra                        |                            |           |            |             |         |           |             |
| Versión                             | Potencia                   | Par motor | Cilindrada | Cilindros   | Peso    | Vel. máx. | Producción  |
| 1.6 i.e.                            | (SPI) 88 CV                | 128 N·m   | 1581 cc    | 4 cilindros | 1060 kg | 180 km/h  | 1989 a 1994 |
| 1.6 i.e. (cat.)                     | (SPI) 75 CV                | 125 N·m   | 1581 cc    | 4 cilindros | 1100 kg | 167 km/h  | 1992 a 1994 |
| 1.6 i.e.                            | (MPI) 90 CV                | 128 N·m   | 1581 cc    | 4 cilindros | 1100 kg | 180 km/h  | 1994 a 1998 |
| 1.6 16v                             | (MPI) 103 CV               | 145 N·m   | 1581 cc    | 4 cilindros | 1175 kg | 186 km/h  | 1998 a 1999 |
| 1.8 i.e. bialbero                   | (MPI) 109 CV (105 CV cat.) | 142 N·m   | 1756 cc    | 4 cilindros | 1200 kg | 187 km/h  | 1989 a 1994 |
| 1.8 16v                             | (MPI) 113 CV               | 157 N·m   | 1747 cc    | 4 cilindros | 1235 kg | 195 km/h  | 1996 a 1997 |
| 1.8 16v V.V.T. (fasatura variabile) | (MPI) 131 CV               | 167 N·m   | 1747 cc    | 4 cilindros | 1255 kg | 203 km/h  | 1996 a 1999 |
| 2.0 i.e. bialbero                   | (MPI) 117 CV (113 CV cat.) | 162 N·m   | 1995 cc    | 4 cilindros | 1180 kg | 195 km/h  | 1989 a 1994 |
| 2.0 Automatic                       | (MPI) 115 CV               | 162 N·m   | 1995 cc    | 4 cilindros | 1210 kg | 190 km/h  | 1992 a 1997 |
| 2.0 16v                             | (MPI) 139 CV               | 185 N·m   | 1995 cc    | 4 cilindros | 1260 kg | 210 km/h  | 1994 a 1996 |
| 2.0 16v Integrale                   | (MPI) 139 CV               | 185 N·m   | 1995 cc    | 4 cilindros | 1395 kg | 195 km/h  | 1994 a 1997 |
| 2.0 Turbo 8v HF                     | (MPI) 165 CV               | 285 N·m   | 1995 cc    | 4 cilindros | 1245 kg | 215 km/h  | 1991 a 1994 |
| 2.0 Turbo 8v HF Integrale           | (MPI) 180 CV (172 CV cat.) | 275 N·m   | 1995 cc    | 4 cilindros | 1345 kg | 215 km/h  | 1991 a 1994 |
| 2.0 TD                              | 92 CV                      | 194 N·m   | 1929 cc    | 4 cilindros | 1200 kg | 184 km/h  | 1989 a 1993 |
| 2.0 TD cat.                         | 90 CV                      | 186 N·m   | 1929 cc    | 4 cilindros | 1240 kg | 187 km/h  | 1993 a 1999 |

- SPI = single point injection, punto único de inyección, de Bosch Monomotronic o Siemens.
- MPI = multi point injectión, varios puntos de inyección.
- cat. = versión con catalizador, obligatoria a partir de la primera tirada de 1993.

### Transmisión
Todos los Dedra tienen un cambio manual de cinco marchas, excepto la versión de 2.0 litros, disponible con un cambio automático de cuatro marchas diseñado por el Grupo Volkswagen, .
La transmisión en la mayoría de las versiones es delantera. Inicialmente se podía pedir una transmisión a las cuatro ruedas en la versión de 2.0 litros con turbocompresor, mientras que posteriormente estaba disponible en la versión de 2.0 litros de 16 válvulas. La transmisión a las cuatro ruedas estaba basada en la del Lancia Delta HF Integrale, que es considerada muy fiable. Esta misma transmisión se aplicó al Fiat Tempra 4x4 y al Alfa Romeo 155 Q4.
Las relaciones del cambio son:
| Berlina       | 1.6   | 1.8V.V.T. | 1.9TD |
| 1.ª velocidad | 3,909 | 3,909     | 3,909 |
| 2.ª velocidad | 2,238 | 2,238     | 2,238 |
| 3.ª velocidad | 1,440 | 1,520     | 1,440 |
| 4.ª velocidad | 1,029 | 1,156     | 1,029 |
| 5.ª velocidad | 0,872 | 0,946     | 0,794 |
| Marcha atrás  | 3,909 | 3,909     | 3,909 |

| Ranchera      | 1.6   | 1.8V.V.T. | 1.9TD |
| 1.ª velocidad | 3,909 | 3,909     | 3,909 |
| 2.ª velocidad | 2,238 | 2,238     | 2,238 |
| 3.ª velocidad | 1,440 | 1,520     | 1,440 |
| 4.ª velocidad | 1,029 | 1,156     | 1,029 |
| 5.ª velocidad | 0,872 | 0,946     | 0,823 |
| Marcha atrás  | 3,909 | 3,909     | 3,909 |

Las relaciones de transmisión son las siguientes (berlina y ranchera):
| Motor     | Par de reducción en el diferencial | Número de dientes |
| 1.6       | 3,353                              | 17/57             |
| 1.8V.V.T. | 3,353                              | 17/57             |
| 1.9TD     | 3,150                              | 20/63             |

## Prestaciones

### Gasolina
| Modelo                 | Aceleración 0–100 km/h (s) | Velocidad punta                                       |
| ---------------------- | -------------------------- | ----------------------------------------------------- |
| 1.6                    | 13,4 (ranchera: 13,3)      | 180 km/h (111,8 mph) (Ranchera: 175 km/h (108,7 mph)) |
| 1.8                    | 12,5 (ranchera: 12,7)      | 185 km/h (115 mph) (Ranchera: 180 km/h (112 mph))     |
| 1.8 16v                | 10,3 (ranchera: 10,6)      | 191 km/h (119 mph) (Ranchera: 186 km/h (116 mph))     |
| 1.8 16v VVT            | 10,0 (ranchera: 10,0)      | 203 km/h (126 mph) (Ranchera: 198 km/h (123 mph))     |
| 2.0 8V Turbo Integrale | 6,9 (ranchera:/)           | 215 km/h (134 mph) (Ranchera: /)                      |
| 2.0 16V                | 9,4 (ranchera: 10,3)       | 210 km/h (130 mph) (Ranchera: 210 km/h (130 mph))     |
| 2.0 16V automático     | 12,9                       | 185 km/h (115 mph)                                    |

### Diésel
| Modelo       | Aceleración 0–100 km/h (s) | Velocidad punta                                     |
| ------------ | -------------------------- | --------------------------------------------------- |
| 1.9 Turbo DS | 12,9 (ranchera: 13,3)      | 180 km/h (111,8 mph) (Ranchera: 180 km/h (112 mph)) |

## Galería

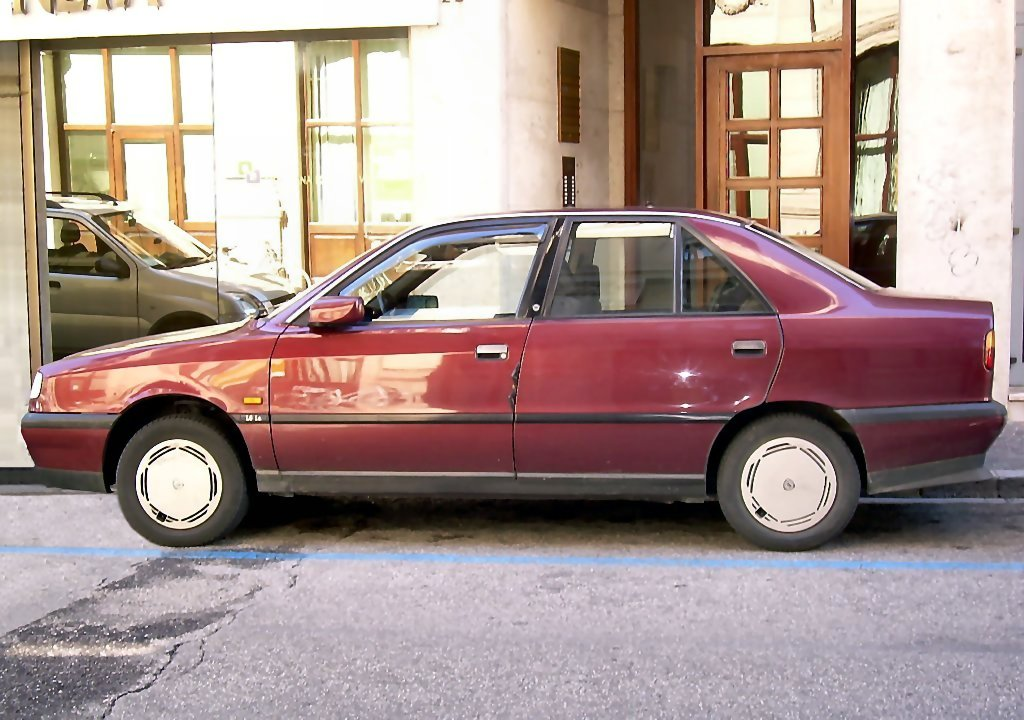
Vista lateral de la versión berlina
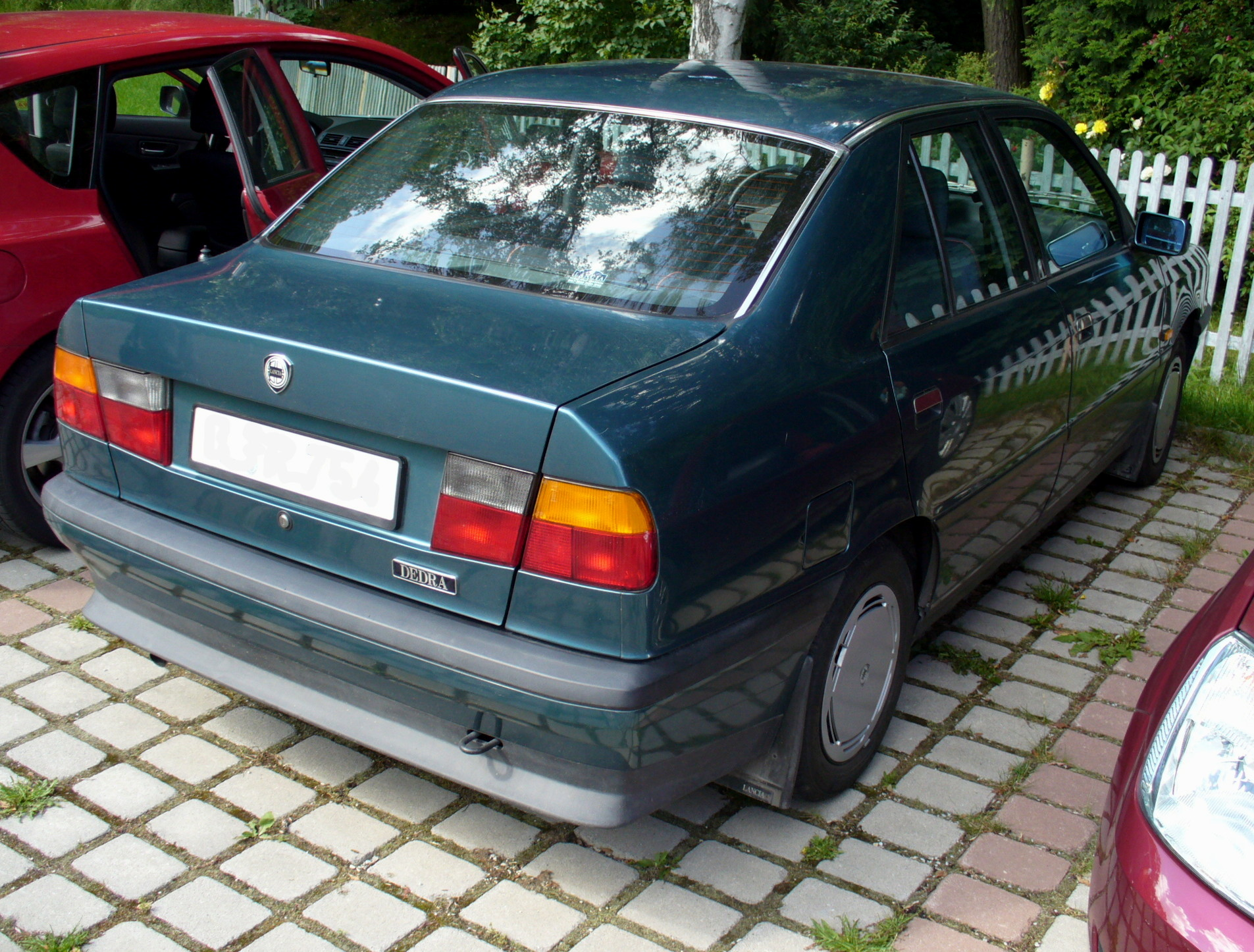
Vista trasera de la versión berlina
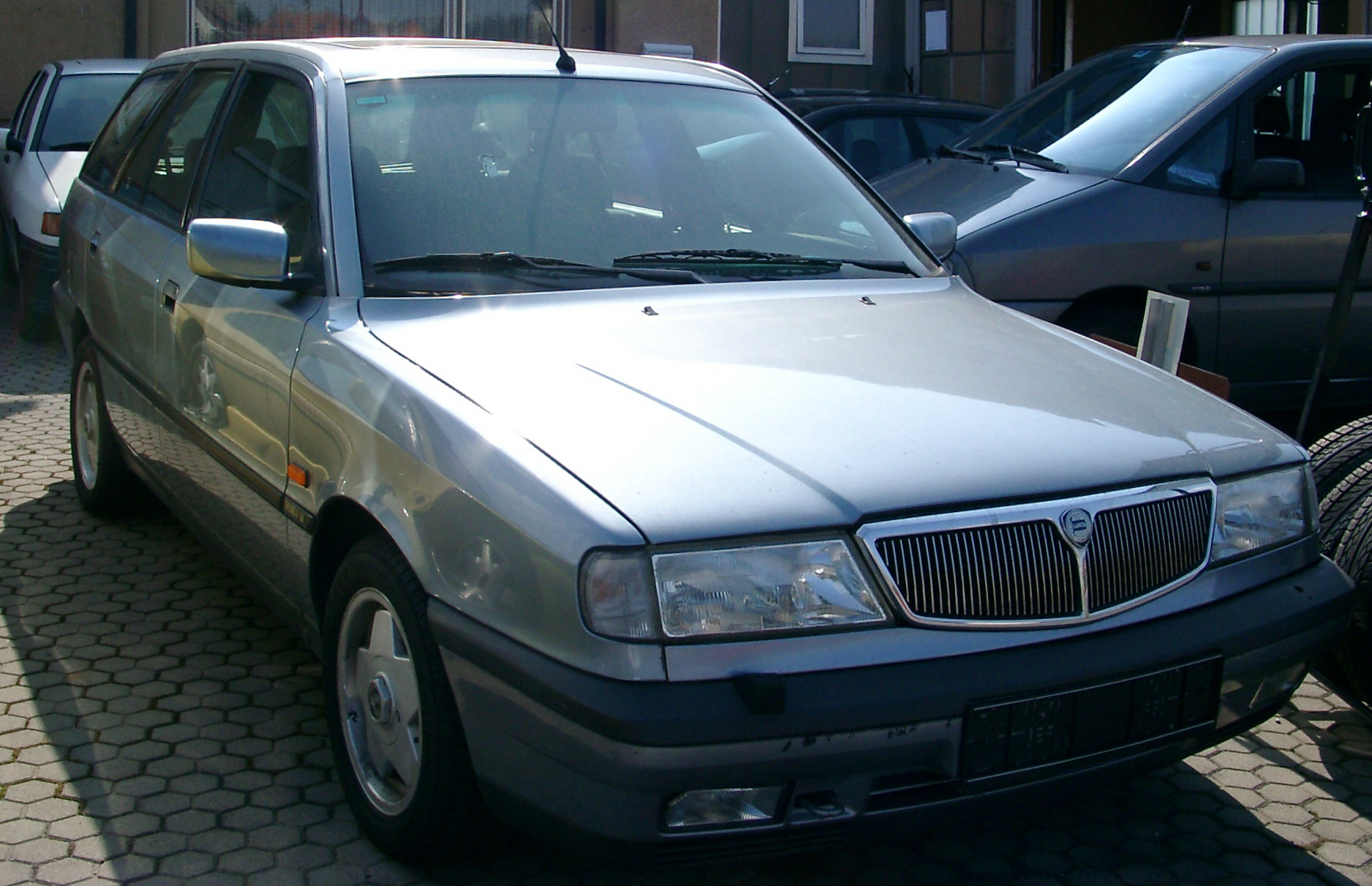
Vista frontal de la versión familiar
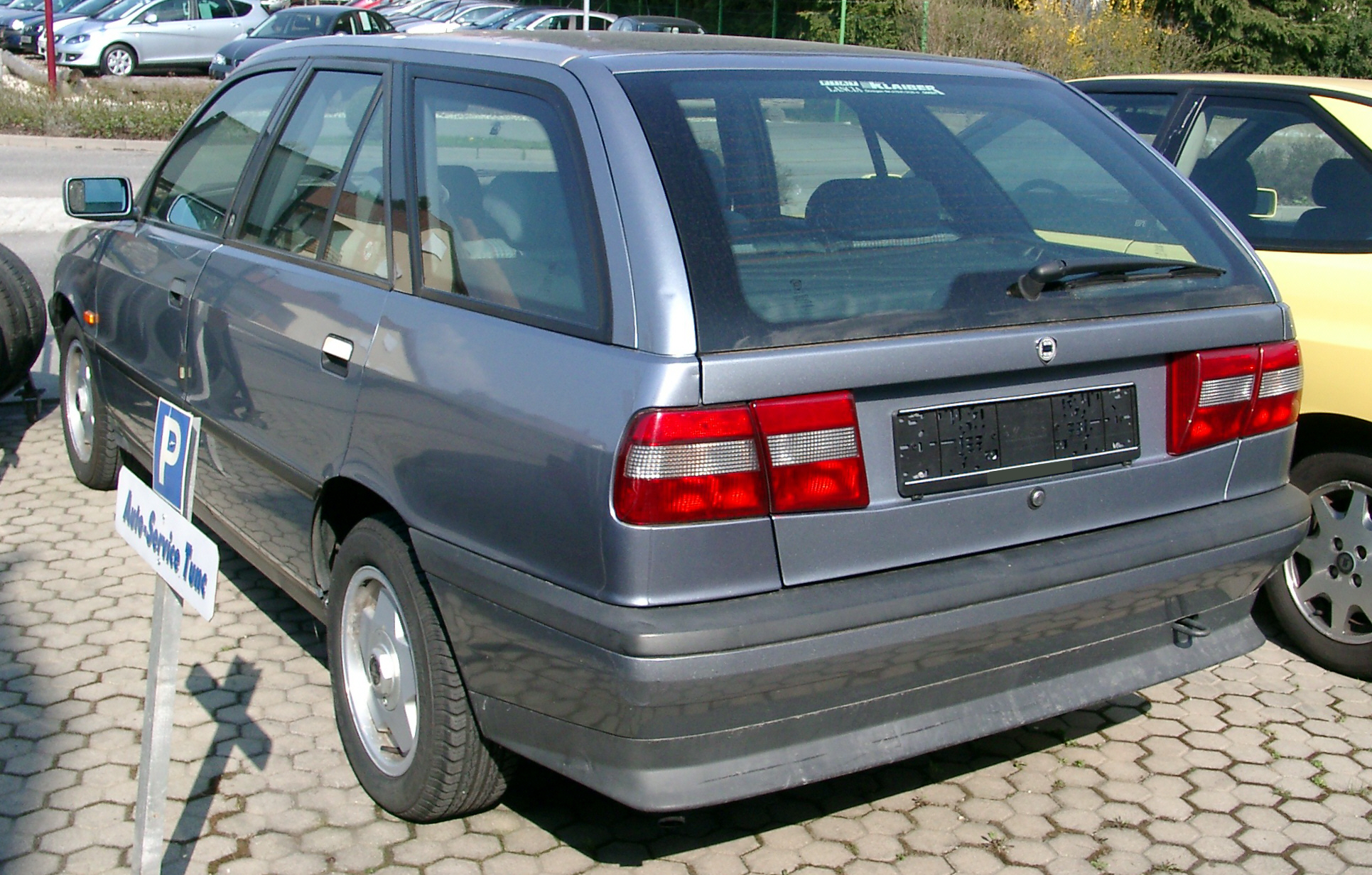
Vista trasera de la versión familiar
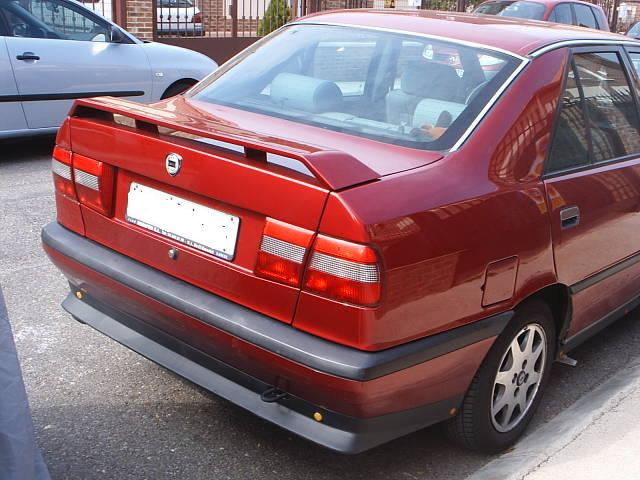
Vista ópticas traseras tras el primer restyling. El alerón era opcional en todas las versiones.
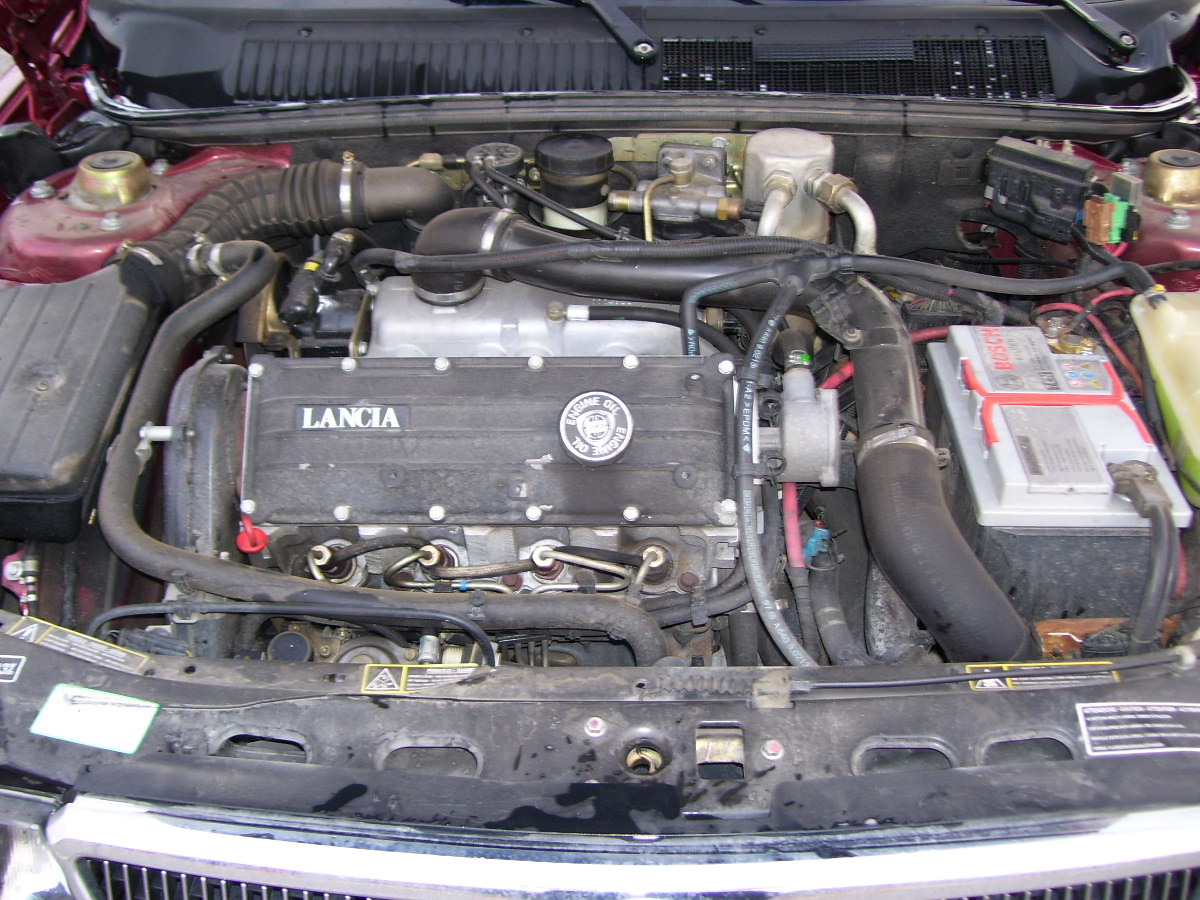
Motor 2.0TD
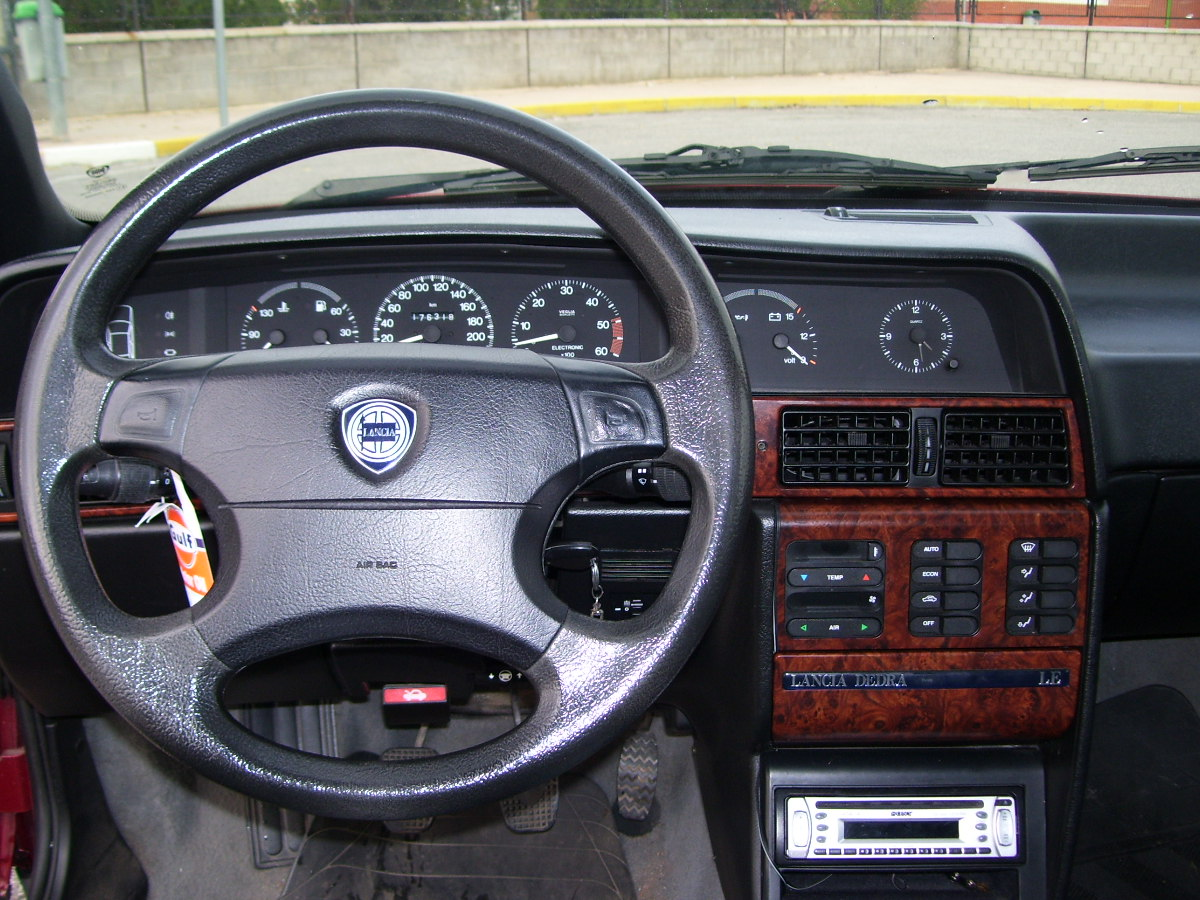
Salpicadero Dedra TD con airbag
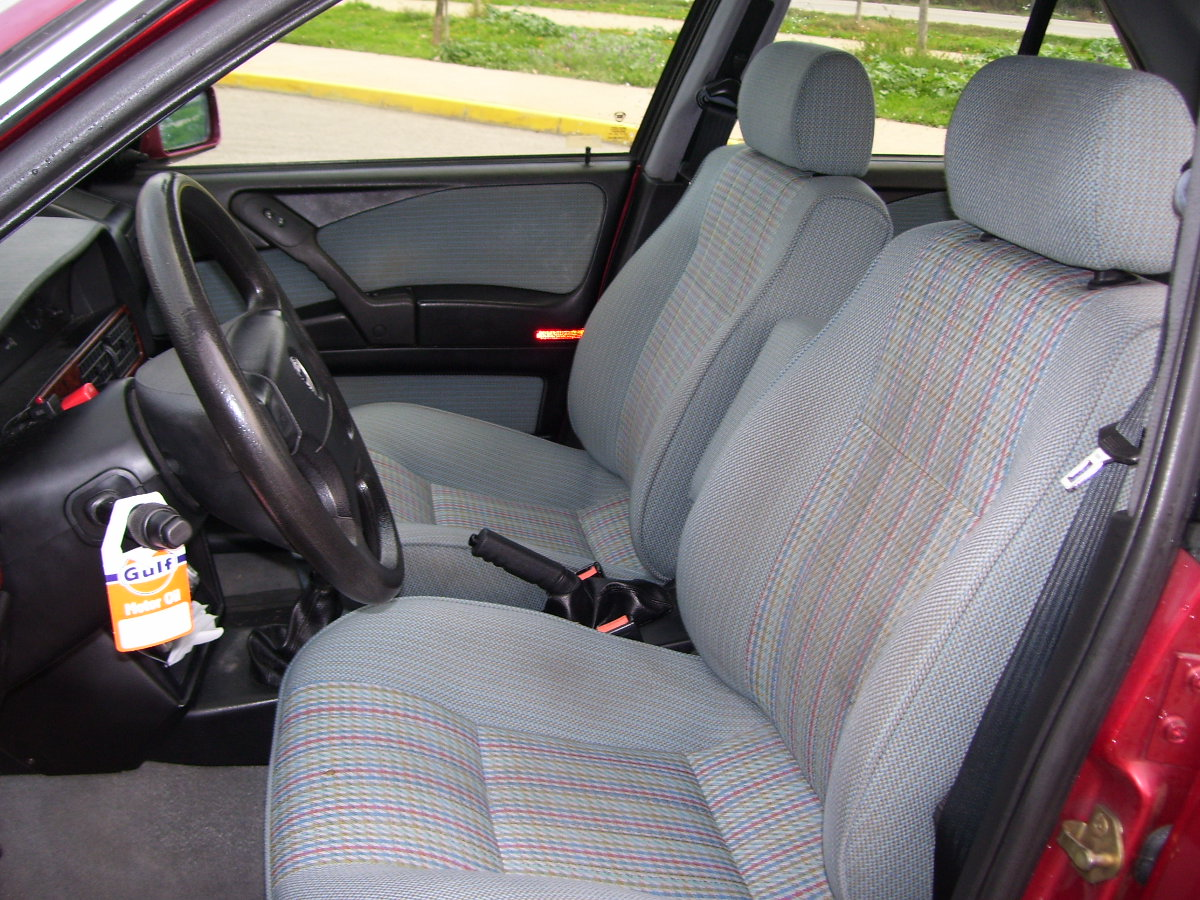
Detalle asientos delanteros en tela alcántara
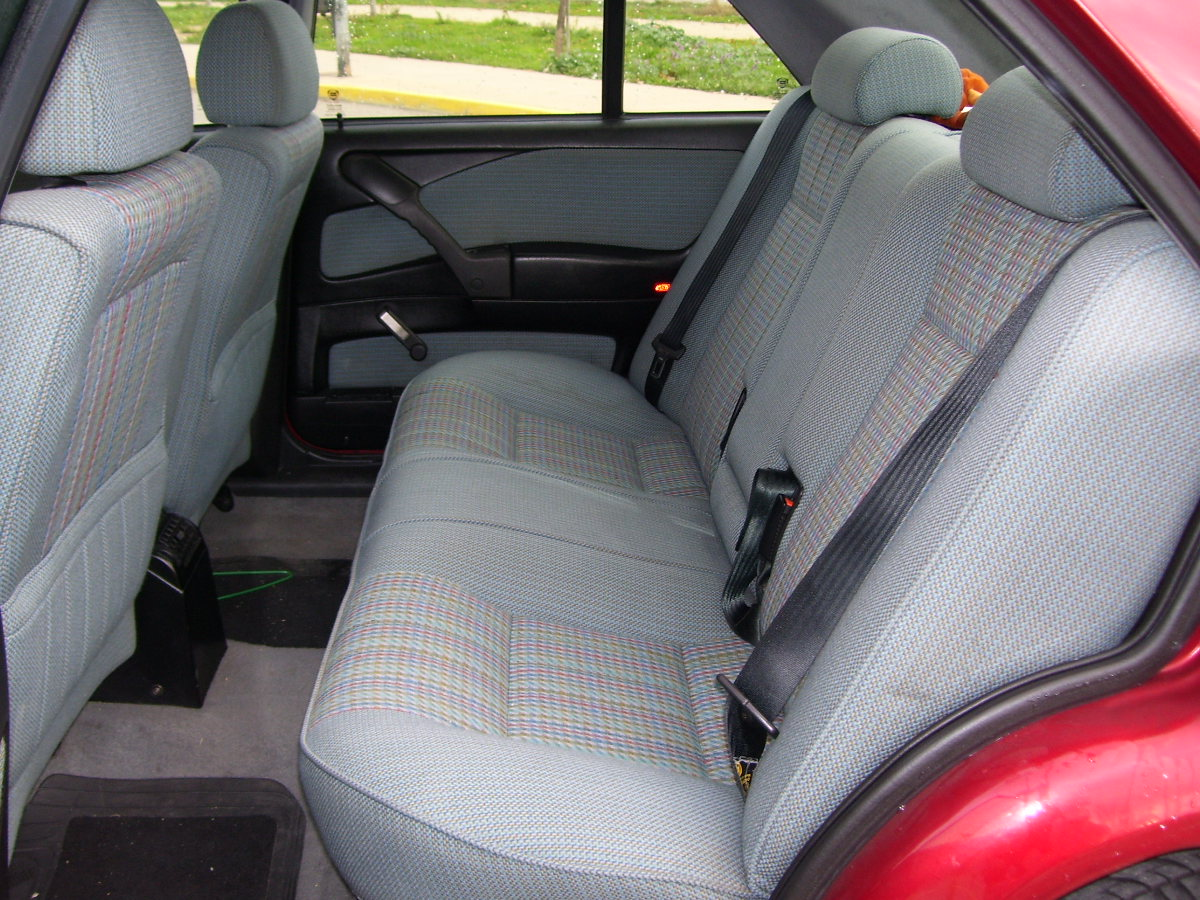
Detalle asientos traseros en tela alcántara